# سهير زكي
سهير زكي (4 يناير 1945 -)، ممثلة وراقصة مصرية.

## حياتها
اسمها الحقيقي سهير زكي عبد الله، وُلدت في مدينة المنصورة، ثم انتقلت إلى الإسكندرية، وهناك بدأت شهرتها كراقصة. لاحقًا، توجهت إلى القاهرة لتواصل مسيرتها الفنية، فشاركت في برنامج أضواء المسرح وقدمت عروضها في عدد من أماكن السهر المعروفة.
كانت أول راقصة تؤدي رقصاتها على أغاني أم كلثوم، وهو ما شكّل نقلة نوعية في أسلوب الرقص الشرقي. خلال مسيرتها، شاركت في أكثر من خمسين فيلمًا، كممثلة وراقصة. تزوجت من المصور محمد عمارة، وبلغت ذروة شهرتها في ستينيات وسبعينيات القرن العشرين.
قدّمت رقصاتها في مناسبات رفيعة المستوى، منها حفلات زفاف أبناء الرئيس المصري الراحل جمال عبد الناصر، كما أدّت عروضًا أمام الرئيس الأمريكي ريتشارد نيكسون، والرئيس التونسي الحبيب بورقيبة، وكذلك بحضور شاه إيران محمد رضا بهلوي. وفي إحدى محطات مسيرتها الدولية، زارت موسكو بدعوة من وزير الدفاع السوفيتي الجنرال أندري غريتشكو، في عهد الرئيس ليونيد بريجنيف.
اعتزلت الفن في أوائل التسعينيات، بعد مسيرة طويلة تُعد من الأبرز في تاريخ الرقص الشرقي.

## أعمالها

### الأفلام
- 1962: للنساء فقط
- 1963: عائلة زيزي
- 1963: سنوات الحب
- 1963: سجين الليل
- 1963: ثمن الحب
- 1963: الحسناء والطلبة
- 1964: نهر الحياة
- 1964: مطلوب زوجة فورا
- 1964: دعني والدموع
- 1964: حكاية جواز
- 1964: حديث المدينة
- 1964: أول حب
- 1964: أنا وهو وهي
- 1965: مدرس خصوصي
- 1965: ذكريات التلمذة
- 1965: الشقيقان
- 1965: 6 بنات وعريس
- 1966: حبي في القاهرة
- 1966: العبيط
- 1966: آخر العنقود
- 1967: بيت الطالبات
- 1969: من أجل حفنة أولاد
- 1969: كيف تتخلص من زوجتك
- 1969: الشيطان
- 1969: الرعب
- 1970: نار الشوق
- 1970: صراع مع الموت
- 1970: المجانين الثلاثة
- 1971: مدرستي الحسناء
- 1971: رجال في المصيدة
- 1971: جسر الأشرار
- 1972: وكر الأشرار
- 1972: ملوك الشر
- 1972: عماشة في الأدغال
- 1972: الخطافين
- 1973: أشرف خاطئة
- 1973: أبناء للبيع
- 1974: ليالي لن تعود
- 1974: لعنة امرأة
- 1974: الفاتنة والصعلوك
- 1975: صائد النساء
- 1975: سؤال في الحب
- 1975: امرأتان
- 1975: ألو أنا القطة
- 1976: وبالوالدين إحسانا
- 1977: عذراء ولكن
- 1977: الولد الغبي
- 1977: المرايات
- 1977: الزوج المحترم
- 1978: واحدة بعد واحدة ونص
- 1978: سلطانة الطرب
- 1978: الندم
- 1978: الكلمة الأخيرة
- 1978: القضية المشهورة
- 1979: يمهل ولا يهمل
- 1979: قصة الحي الغربي
- 1979: الرقص على أنغام البارود
- 1980: لست شيطانا ولا ملاكا
- 1980: فتوة الجبل
- 1981: القرش
- 1982: عروسة وجوز عرسان
- 1982: تجيبها كده تجيلها كده هي كده
- 1983: إن ربك لبالمرصاد
- 1983: الراجل اللي باع الشمس
- 1983: الذئاب
- 1983: الجواز للجدعان
- 1984: أنا اللي أستاهل

### المسلسلات
- 1964: القط الأسود
- 1969: الرجل ذو الخمسة وجوه
- 1975: الشاطئ المهجور
- 1976: فرصة العمر

## روابط خارجية
- سهير زكي على موقع IMDb (الإنجليزية)
- سهير زكي على موقع الدهليز
- سهير زكي على موقع قاعدة بيانات الأفلام العربية
- سهير زكي على موقع ديسكوغز (الإنجليزية)